# Мар'яна Домашкойц

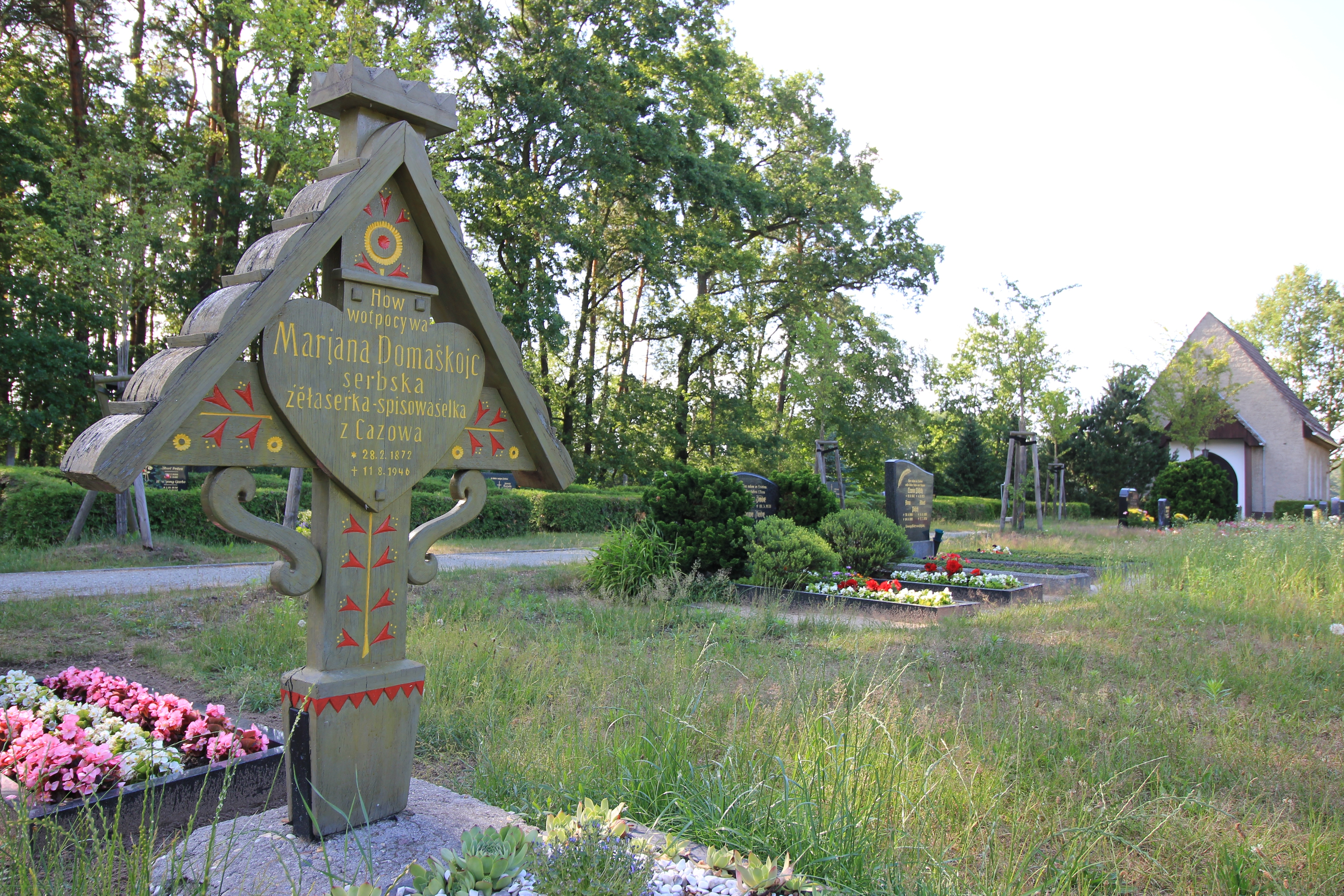
Могила Мар'яни Домашкойц, село Голгойце

Мар'яна Домашкойц (н.-луж. Marjana Domaškojc; нар. 28 лютого 1872 року, село Цазов, Нижня Лужиця, Німеччина — 11 серпня 1948 року, Голкойце, НДР) — серболужичанська письменниця і поетеса. Писала нижньолужицькою мовою.

## Біографія
Народилася 28 лютого 1872 року в селянській родині в серболужицькому селі Цазов (сьогодні входить до складу Голкойце). З 1886 року працювала на текстильній фабриці в Котбусі, де пропрацювала до 1931 року. В цей час вона описувала свої враження, що стосувалися її роботи та німецько-серболужицьких відносин. У 1925 році познайомилася з Міною Віткойц, яка надихнула її займатися літературною діяльністю. Перш за все, її враження від місцевої природи та сільського життя з релігійної точки зору стали основою її віршів. З цього ж року почала публікувати свої вірші в газеті «Nowy Casnik» і журналі «Časopis Maćicy Serbskeje». У 1929 році опублікувала соціальну драму «Z chudych žywjenja» («З життя бідних») в літературному журналі «Łužyca», де вона описала важкі умови життя лужичан. Через опір німецьких національних кіл виставу не вдалося поставити в Німеччині, тим більше, що провідну фігуру єврея Арона описали позитивно. Вперше його виконали чеською мовою в Празі в 1932 році. Була активним членом культурно-просвітницького товариства «Матиця серболужицька».

## Ушанування пам'яті
- Іменем Мар'яни Домашкойц названа Нижньолужицька гімназія (колишня середня школая) в Котбусі (НДР).
- У районі Штмельвіца в Котбусі вулиця носить її ім'я.